# Marie Mattingly Meloney
Marie Mattingly Meloney, également appelée Mrs. William B. Meloney dans le cadre professionnel ou social, née le 8 décembre 1878 à Bardstown et morte le 23 juin 1943 à Quaker Hill (New York) (en), est « l'une des femmes journalistes les plus éminentes aux États-Unis », éditrice de magazine et mondaine notoire. Dans les années 1920, elle organise une levée de fonds pour acheter du radium pour Marie Curie et mène une campagne pour promouvoir de meilleures conditions de logement. Dans les années 1930, elle est l'amie et la confidente d'Eleanor Roosevelt. On la surnommait « Missy, ».

## Biographie

### Vie privée
Marie Mattingly est la fille du médecin Cyprian Peter Mahoney et de Sarah Irwin Mattingly, fondatrice et éditrice du Kentucky Magazine, « une des premières publications littéraire et scientifique à être éditée par une femme ». Sarah Mattingly présida aussi le Washington College for Women ou Washington College for Girls du district de Columbia de 1896 à 1899 et mena des recherches historiques relatives aux ordres religieux. Marie a un frère, le juge Carroll Mattingly, qui meurt « quelques années » avant 1934 « des suites de blessures encourues lors d'un match de football pendant ses études à l’université de Georgetown, ».
Marie reçoit une éducation privée à domicile et obtient un diplôme de pianiste de concert, mais un accident de cheval ayant mis fin à ses études musicales, elle se tourne vers le journalisme. Elle a ainsi déclaré « J'ai été boiteuse à 15 ans, j'ai le poumon malade depuis l'âge de 17 ans et j'ai mené trois vies depuis lors ». En 1920, âgée de 42 ans, on la décrit « petite, très frêle, presque invalide ; un accident d'enfance l'a rendue légèrement boiteuse. Elle a une abondante chevelure grise, de beaux yeux noirs au milieu d'un charmant visage pâle ».
En 1904, elle épouse le rédacteur au journal The New York Sun, William Brown Meloney (en), et, plus tard, secrétaire exécutif du maire de New-York William Jay Gaynor. Ils ont un enfant, également nommé William Brown Meloney (en), qui deviendra écrivain et producteur à Broadway. Meloney l'Ancien, qui a participé à la Première Guerre mondiale avec le grade de major et y a été gazé à l'ypérite, meurt à l'âge de cinquante-sept ans, le 7 décembre 1925, dans la maison de campagne familiale de Pawling (New York),.
Elle meurt dans la même maison de South Quaker Hill à Pawling le 23 juin 1943, à la suite d'une grippe qui dure un mois. Le mois de sa mort, le magazine Time la décrit comme « une fine dentelle faite d'un câble métallique ». À l'issue d'un défilé partant de la résidence de son fils au 7 Washington Square North (New York), une messe de requiem est célébrée en son honneur, le 25 juin, dans la cathédrale Saint-Patrick de New York, par monseigneur John J. Casey. L'ancien président Herbert Hoover est à cette occasion porteur de cercueil honoraire, ainsi que Owen D. Young, ancien dirigeant de la General Electric Cy, James A. Farley, président du New York State Democratic Committee, et David Sarnoff, président de la RCA. Parmi les 500 assistants aux obsèques figurent l’évêque John F. O'Hara, délégué militaire des Forces armées des États-Unis, la première dame Lou Henry Hoover, l'écrivain Channing Pollock et la romancière Fannie Hurst. Elle est inhumée au cimetière de Woodlawn dans le Bronx.

### Journaliste
Mattingly a juste quinze ans quand elle travaille au Washington Post et, à l'âge de seize ans, elle couvre, en tant qu'assistante, une Convention Nationale Républicaine, pour le compte du New York World. Elle a dix-huit ans quand elle devient correspondante à Washington D.C. du Denver Post. Elle est « une des premières femmes accréditée pour occuper un siège de la galerie de presse du Sénat ». « En novembre 1899 elle fait un scoop journalistique quand elle découvre, tout à fait par hasard, le remariage secret avec une catholique du célèbre amiral George Dewey ».
Elle rejoint alors l'équipe du New York Sun, où elle tient la rubrique « Men About Town ». Elle travaille aussi pour le New York World. Elle dirige le Woman's Magazine (en) et co-dirige l’Everybody's Magazine (en),.
Au début des années 1920, Meloney, alors mariée, est directrice du magazine The Delineator (en), une publication féminine, propriété de George W. Wilder. En 1926, le magazine fusionne avec une autre publication de la Butterick Publishing Company (en), The Designer, avec Meloney pour reprendre la barre.
En 1927, elle est directrice du Sunday magazine (en) du New York Herald Tribune. En débutant l'année 1930 elle est l'organisatrice du forum annuel des Questions d'actualité du Herald Tribune's, qui fournit une tribune aux conférenciers reconnus. En 1935, elle rédige un chapitre du livre pacifiste Why Wars Must Cease publié par la Macmillan Publishers.
En 1935 aussi elle collabore au Herald Tribune comme directrice du nouveau magazine This Week, qui remplace le précédent supplément dominical et est éventuellement diffusé d'un bout à l'autre des États-Unis à un total de six millions de lecteurs par le biais du copyright. Le magazine Time note, sept ans plus tard, que « Meloney, 59 ans, minuscule, fragile, grisonnante … dirige le magazine depuis sa suite au Waldorf-Astoria,. »
En tant que journaliste, Meloney « voyageait beaucoup à la recherche de nouvelles et elle a interviewé Benito Mussolini quatre fois et, une seule fois, a rejeté une interview, avec Adolf Hitler : le dictateur allemand avait annulé un rendez-vous d'interview avec Mrs. Meloney. Quand un émissaire tenta d'arranger un autre rendez-vous, elle adressa un courrier au führer, précisant qu'elle n'en voyait plus l'intérêt. »
À sa mort, l'éditorial du journal New York Times fit le commentaire suivant :

« Mrs. William Brown Meloney, dont nous avons déploré le décès hier, était une des pionnières dans la réussite des femmes sur le plan journalistique. Vers la fin du siècle passé elle fut reporter à Washington à l'âge de 16 ans…, à cette époque, cela devait être un spectacle inhabituel de voir cette jeune fille observant les actes du Congrès et le délire lors des conventions nationales en vue du choix d'un candidat à la présidence des États-Unis. Elle fut leader autant que précurseur … Au bon sens et au jugement sûr elle ajoutait l'imagination. Un sixième sens lui disant ce que souhaitaient les gens l'habitait. »

Résumé de sa carrière
- Reporter au Washington Post, 1895[5]
- bureau de Washington du Denver Post, 1897-99[5]
- Reporter au New York World, 1900[5]
- Reporter au New York Sun, 1901-04[5]
- Directrice au Woman's Magazine, 1914-20[5],[12]
- Co-directrice au magazine Everybody's, 1917-20[5],[12]
- Directrice au The Delineator, 1920–26[20] or 1921-26[5],[12]
- Directrice du magazine dominical du New York Herald Tribune, 1926–1934[20],[21]
- Directrice du magazine This Week, 1934–1943[20]

### Campagne pour le radium
En 1920, alors qu'elle dirige le journal The Delineator, Meloney se voit accorder une rare interview dans son laboratoire à Paris, de Marie Curie, pionnière de la découverte du radium. Meloney écrira plus tard au sujet de sa visite :

« La porte s'ouvrit et je vis une petite femme pâle et timide - Curie - vêtue d'une robe de coton noir, au visage le plus triste que j'ai jamais vu. Son beau visage d'érudite exprimait la patience, la gentillesse et le détachement. Soudain, je me sentis comme intruse. Ma timidité était plus prononcée que la sienne. Pendant vingt ans, j'avais été entraînée à interroger, mais je ne pus poser une seule question à cette douce dame vêtue d'une robe de coton noir. Je tentai de lui expliquer combien les femmes américaines étaient enthousiasmées par son immense travail, et m'excusai même d'avoir rogné son temps précieux. »

La Dr Ann M. Lewicki, qui qualifie Meloney de « femme ouvrant sa tranchée dans le monde masculin du journalisme », écrit dans le magazine Radiology :

« Lors de cette première rencontre, Mrs Meloney apprend que ce que Marie souhaite à ce moment de sa vie, c'est de disposer d'un peu de radium pour poursuivre sa recherche en laboratoire. Elle qui avait découvert le radium, qui avait gratuitement dévoilé l'information relative au processus d'extraction, et qui avait cédé du radium pour soigner des patients atteints d'un cancer, était elle-même dépourvue de moyens financiers pour acquérir ce coûteux élément. Mrs Meloney fit à Marie la promesse … de réparer cette injustice et de lui donner le gramme de radium qu'elle convoite. »

En 1920, le prix d'un gramme de radium s'élève à 100 000$, et Meloney mène au niveau national une campagne destinée à réunir les fonds, « d'abord au moyen de petites donations, aidée en cela par beaucoup de femmes dans tout le pays ». Meloney persuade aussi Marie Curie « de pérégriner aux États-Unis pour recevoir le don ». Mais avant de marquer son accord, il est convenu que Meloney arrache aux rédacteurs de journaux dans tout le pays la promesse de supprimer toute couverture médiatique de la fameuse liaison qu'elle aurait eue, après la mort de son mari, avec le célèbre physicien français Paul Langevin. Les Curie font le voyage au printemps 1921, elle et ses deux filles sont accueillies au bassin de débarquement new-yorkais par une délégation de journalistes comptant vingt-six photographes.
Après une kyrielle d'apparitions publiques, Meloney et Curie se rendent ensemble à Washington, D.C., pour y recevoir le radium, des mains du président Warren G. Harding. Le soir de la présentation, cependant, Curie recule quand elle découvre que le don lui a été fait personnellement : elle insiste pour que le don du peuple des États-Unis « appartienne à la science … Je désire en faire cadeau à mon laboratoire ». Elle demande à Meloney : « Pouvons-nous appeler un notaire ? » ; et « un homme de loi, contacté avec peine à une heure si tardive, rédige avec Marie un avenant à l'acte de donation. Elle le signe tout de suite ». Le radium lui est présenté par le président Harding, en présence de Meloney, dans une boite en acajou blindée de plomb, le 20 mai 1921.
En octobre 1929, Curie repart en tournée aux États-Unis et, accompagnée de Meloney, reste quelques jours à la Maison-Blanche à l'invitation du président Herbert Hoover.
Elle séjourne chez Meloney quand elle tombe malade à New York pendant une partie de la tournée. Curie fête son soixante-deuxième anniversaire avec Meloney, parcourt avec elle Central Park en voiture et visite ensuite les librairie & musée J.P. Morgan.
Meloney « s'arrange aussi pour que Curie rédige un ouvrage autobiographique qui serait publié chez un éditeur américain. Le livre devait être une source de royalties au fil des ans ». La chercheuse Lewicki estime que Curie plutôt réservée et Meloney plutôt extravertie « avaient des tempéraments passablement différents. Pourtant, elles ont pu établir un lien dès leur première rencontre et développer une solide amitié pour la vie….(Meloney's) débordante d'énergie et désintéressée, désire apporter une aide personnifiée aux Curie (Marie et ses filles), le meilleur de l'esprit américain ».

### Campagne pour un meilleur logement
En 1922, Meloney est responsable du lancement du mouvement Better Homes in America (en), qui se propose de promouvoir l'accès à la propriété, l'usage d'équipements ménagers, l'entretien, l'amélioration et la décoration du home, les comportements responsables de consommation, la mise en valeur de la vie de famille. Dès cette année-la, elle dirige la campagne financée par le magazine "The Delineator". En 1923 et 1924, la campagne prend une ampleur nationale, avec le vice-président Herbert Hoover comme président et Meloney comme vice-présidente ou secrétaire,.
En 1930, elle finance l'attribution annuelle de trois médailles d'or, par le biais de l'American Institute of Architects, « à des architectes réputés d'avoir conçu les meilleures petites maisons construites à n'importe quel endroit des États-Unis pendant l'année précédente ».
En tant que présidente en 1934 du comité « Better Home » de New York, Meloney contribue à la construction d'une maison modèle de style géorgien, sur un terrain vacant à la jonction de Park Avenue et de la 39e rue à Manhattan, « pour servir d'exemple, pour la famille américaine moyenne, d'un logement beau et agréable pouvant être construit en dehors de la ville pour un prix situé dans la fourchette 6 000-8 000$, ». Eleanor Roosevelt et Meloney commentèrent sur la radio nationale l'inauguration le 25 septembre 1934 de ce qui fut appelé "la petite maison de l'Amérique".

### Santé et alimentation
Meloney est l'instigatrice d'un colloque sur les habitudes alimentaires, sponsorisé par le Département de l'Agriculture des États-Unis qui s'est tenu à Washington, D.C., en avril 1926 et auquel assistaient vingt-cinq nutritionnistes et diététiciens.
Elle interroge les experts après que son magazine, The Delineator, eut découvert l'absence de standards officiels pour évaluer le poids moyen des adultes aux États-Unis, « excepté quelques tableaux de la U.S. Army dressés après la guerre de Sécession et corrigés après la Guerre hispano-américaine ».

« Plus de 20 000 femmes écrivent alors au magazine "The Delineator", demandant un avis sur les questions de poids, de nombreuses enquêtes résultant de tentatives malheureuses d'entrer dans le moule à la mode, de la silhouette mince.
Elles montrent que les femmes ne font presque rien pour mincir, sans tenir compte des suites que ces efforts peuvent avoir sur leur santé … Le Dr Wendell C. Phillips et le Dr Samuel Brown, President de l'Académie de médecine de New York, conviennent de demander ainsi au colloque d'inventer une table semblable à celle pour les enfants, liant le poids, la taille et l'âge, de soumettre à discussion le danger d'une réduction de poids irraisonnée, et enfin de définir si possible les méthodes sûres pour accroître ou réduire le poids. »

Meloney devient membre du comité organisateur d'un colloque à la Maison Blanche, sur la santé et la protection de l'enfance, qui se tient en novembre 1930, et en 1931, en tant que directrice du magazine dominical du "New York Herald Tribune", elle crée un Institut pour femmes avec un Institut culinaire, à propos duquel elle écrit :

« Dans aucune maison, ce n'est chose simple. L'Amérique dépense quotidiennement des millions en alimentation. C'est un des postes les plus coûteux de la vie et, en agissant imprudemment, une des plus grandes fuites dans le budget familial, non seulement en argent, mais aussi sur les plans sanitaire et de la paix domestique. Raison pour laquelle nous avons non seulement mis en place une cuisine modèle pour simplifier les opérations culinaires familiales, mais nous avons aussi suscité le plaisir d'y travailler. »

### Société et communauté
En février 1925, Meloney est membre du comité de fondation de l’hôpital Knickerbocker (en), qui devait être érigé à l'angle de la 130e rue et de la Convent Avenue,. En 1929, elle prononce un discours à l'inauguration du buste du regretté Dr Virgil Pendleton Gibney dans un hôpital spécialisé dans la réduction des fractures et l'orthopédie (en), à l'angle de la 42e rue et de Lexington Avenue, à New York : en gage de remerciement pour y avoir bénéficié de soins,

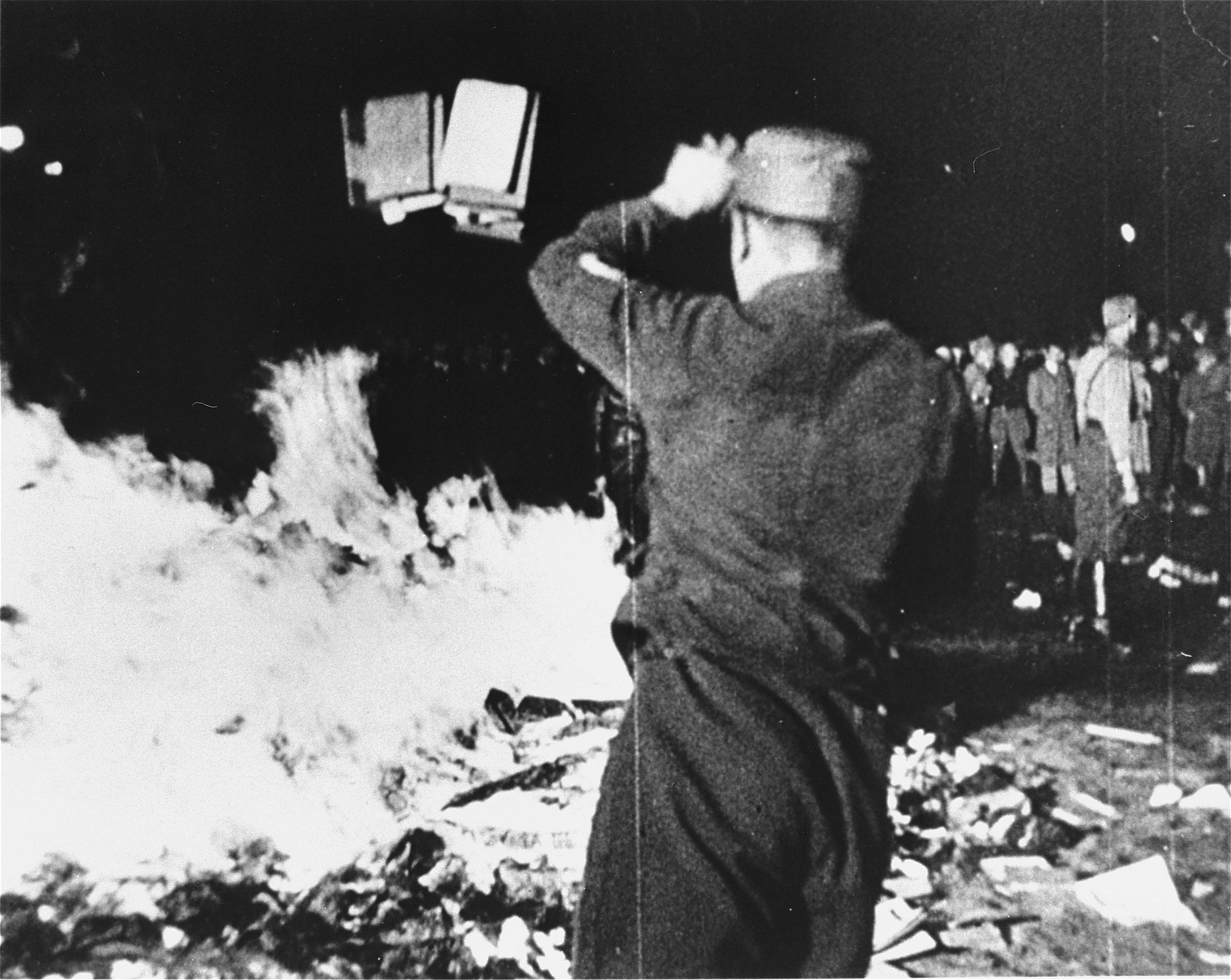
Autodafé nazi en 1933.

Durant de nombreuses années, elle est membre – et siège au conseil d'administration – du Carroll Club, « une organisation de 1 400 jeunes entrepreneures de New York et environs »,,. Meloney est aussi membre de la branche américaine des PEN Club, et en 1933, elle participe à un symposium radiophonique Liberté littéraire et nationalisme, avec le Dr Henry Goddard Leach (en), directeur du magazine Forum, William Henry Irwin (en), président du PEN Club américain et Alfred Dashiell, rédacteur en chef du Scribner's Magazine. Le symposium dénonce les actions commises récemment par le parti nazi au pouvoir en Allemagne, « à savoir la persécution de certains auteurs allemands, l'autodafé de leurs livres et des livres d'autres auteurs ». « Affirmant que le sectarisme n'a pas sa place au sein d'une nation civilisée, elle dit que la seule arme avec laquelle il faut lutter… est « le courage de fonder avant un monde civilisé un socle de liberté de pensée et de droit à la vie, et ensuite de défendre obstinément ce standard » ».

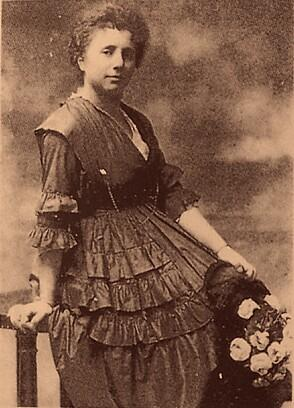
Margherita Sarfati.

En avril 1934, Meloney donne une réception en l'honneur de Donna Margherita Sarfatti, écrivaine italienne et critique d'art, dans le studio de l'artiste Leonebel Jacobs, One West 67th street à New York. Figurent parmi les convives les Fiorello LaGuardia, Condé Nast, les Sinclair Lewis, les Norman Bel Geddes, les Roy W. Howard, le Dr John Huston Finley (en), les Ogden Reid, l'éducateur John Erskine, les Bartlett Arkell (en), le diplomate Nicholas Roosevelt (en), Mr. et Mme Geoffrey Parsons (journaliste), les Gutzon Borglum, le Dr et Mme Harry Woodburn Chase, les John O'Hara, les Brock Pemberton (en), les Joseph Auslander (en), Mr. et Mme Robert Moses, Mrs Helen Levitt, Roy Chapman Andrews, Fannie Hurst et Louis Seibold.
Adresses durant ses séjours à Manhattan, New York :
- Février 1921 : 31 ou 33 West 12th Street[46],[47], entre la 5e avenue et la 6e avenue (Manhattan) sur le bas West Side[48]
- Decembre 1925 : 26 West 9th Street[1] entre la 5e et la 6e avenue sur le Lower West Side[49]
- Octobre 1929 : 1 5e avenue[50] entre East Eighth Street et Washington Mews, au nord de Washington Square Park[49]
- Janvier 1942 : Hôtel Waldorf-Astoria[17] 301 Park Avenue[51]

### Eleanor Roosevelt

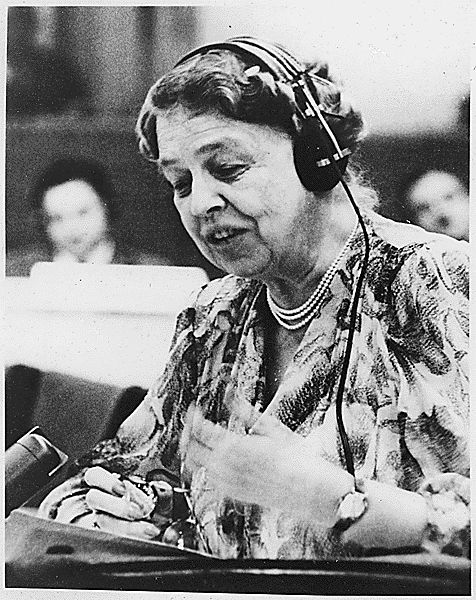
Eleanor Roosevelt.

Meloney est l'amie et la confidente d'Eleanor Roosevelt, épouse du président Franklin D. Roosevelt. Dans sa chronique « Ma journée » du 18 novembre 1938, Eleanor Roosevelt écrit :

« Nous sommes arrivés à New York hier après-midi et j'ai immédiatement rendu visite à Mme William Brown Meloney. Voici une femme qui, malgré des mois de maladie, est arrivée à conserver la ligne d'un magazine hebdomadaire, a consacré sa réflexion aux préparatifs des forums les plus réputés dans la région, a travaillé sur un livre et parlé à un nombre considérable de gens. Son esprit est demeuré partant, en dépit de toutes les limitations imposées par la douleur et la faiblesse. Il y a quelque chose de très stimulant à converser avec cette brave femme. »

Après la mort de Meloney, la rubrique d’Eleanor Roosevelt du 29 juin 1943 donne à lire en partie :

« Personne ne revient découragé d'avoir vu "Missy" Meloney… si je suis parfois lasse et pense que parfois il est inutile de lutter pour des choses auxquelles je crois contre l'avis de tous, la pensée de ce qu'elle dirait me garde d'être une flemmarde. Elle pensait que les femmes joueraient un rôle important à l'avenir. Non seulement elle a aidé des femmes telle Marie Curie, qui furent des femmes d'envergure, mais elle a aidé nombre de gens ordinaires comme moi-même à sentir que nous devions apporter notre contribution et avions l'obligation de nous dépasser. »

## Récompenses et honneurs
Belgique
- Médaille de Charleroi pour son action en faveur des enfants[1].
- Médaille de la reine Elisabeth pour son soutien efficace à la cause belge, en Amérique[1].
- Ordre de la Couronne[1].

France
- Officier de la légion d'Honneur[1] (demande de Marie Curie au gouvernement français)[54].
- Médaille d'honneur des Assurances sociales[1].
- Médaille d'or pour service à l'État[1], proposée en 1924 par le président du Conseil Édouard Herriot « en reconnaissance de son action pionnière de promotion d'un meilleur habitat aux États-Unis et à l'impulsion qu'elle a donnée à de telles actions à l'étranger[55] ».

Pologne
- Ordre Polonia Restituta[1] « en reconnaissance des services rendus à la science et à la Pologne, par ses dons de radium à Mme Curie[56] ».

United States
- Honorary Doctor of Humane Letters (en) du Russell Sage College (en), à Troy (New York), en juin 1936[57].
- Lancement d'un Liberty Ship baptisé à son nom à la Bethlehem Fairfield Shipyard (en) à Baltimore, Maryland, en aout 1943[58].

## Correspondance
Le fonds "correspondance de Marie Mattingly Meloney" dans les collections d'archives de la bibliothèque de l'Université Columbia comprend des lettres de Sherwood Anderson, Irving Bacheller (en), J. M. Barrie, Max Beerbohm, Arnold Bennett, Gutzon Borglum, Willa Cather, Jo Davidson, Walter de la Mare, Alfred Douglas, Lord Dunsany, Robert Frost, John Galsworthy, Rudyard Kipling, D. H. Lawrence, Sinclair Lewis, Wyndham Lewis, Walter Lippmann, Somerset Maugham, Alan Alexander Milne, Charles Gilman Norris (en) et Kathleen Norris, Alfred Noyes, Frances Perkins, Edwin Arlington Robinson, Bertrand Russell, Eleanor Roosevelt, Carlo Sforza, Booth Tarkington, Ernst Toller, H. M. Tomlinson (en) et H. G. Wells. En plus des manuscrits de Mrs.Meloney, la collection contient des manuscrits de Louis Bromfield, G. K. Chesterton, Walter de la Mare, John Drinkwater, Havelock Ellis, Richard Le Gallienne, Marie Belloc Lowndes et Léon Tolstoï.